# Camo bəy Hacınski

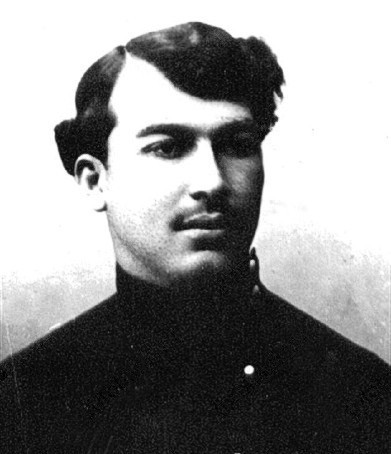
Camo bəy Hacinski

Camo bəy Süleyman bəy oğlu Hacınski (eingedeutscht Dschamo bäj Hadschinski 14. Junijul. / 26. Juni 1888greg. in Quba, Gouvernement Baku, Russisches Kaiserreich; † 1942 in Wjatlag, Werchnekamskij Rajon, Oblast Kirow, RSFSR, UdSSR) war ein aserbaidschanischer Staatsmann und einer der Gründer der Demokratischen Republik Aserbaidschan.

## Leben
Wenige Jahre nach seiner Geburt zog die Familie von Hacınski nach Baku, wo er ein städtisches Gymnasium besuchte.
Ab 1907 war er Korrespondent der russischsprachigen Zeitung „Kaspi“.
Von 1909 bis 1911 studierte Hacınski am Polytechnischen Institut Sankt Petersburg „Peter der Große“. 1912 ließ er sich an der Juristischen Fakultät der Kaiserlichen Universität Sankt Petersburg einschreiben. Nach seinem Abschluss im Jahr 1914 kehrte er nach Aserbaidschan zurück.
Im April 1917 wurde Hacınski Mitglied des Transkaukasischen Kommissariats der Provisorischen Regierung, anschließend vom Februar bis Ende Mai 2018 Abgeordneter der „Muslimischen Fraktion“ im Transkaukasischen Sejm.
Hacınski gehörte zu den 26 Gründungsmitgliedern der Demokratischen Republik Aserbaidschan (DRA) am 28. Mai 1918. Im ersten Regierungskabinett von Fətəli Xan Xoyski bekleidete er den Posten des Staatsministers. Neben seiner Funktion als Parlamentsabgeordneter spielte Hacınski eine große Rolle bei der Förderung der aserbaidschanischen Kunst.
Nach der Errichtung der Sowjetmacht in Aserbaidschan (28. April 1920) wurden die ehemaligen Staatsmänner der DRA von den neuen Machthabern entweder ermordet oder angeklagt. Von den Repressalien blieb Hacınski vorerst verschont. Kurzzeitig arbeitete er im Apparat des Volkskommissariats für Justiz der Aserbaidschanischen SSR. Doch im August 1922 wurde er verhaftet und nach einem Gerichtsprozess zu drei Jahren Haftstrafe verurteilt. Nachdem er seine Strafe abgesessen hatte, wurde er in das Sonderlager Solowezki verlegt, wo er drei weitere Jahre verbrachte.
Nach seiner Freilassung kehrte Hacınski 1928 nach Baku zurück. Im Zuge der stalinistischer Säuberungen wurde er im Oktober 1937 erneut festgenommen. Er starb 1942 im Arbeitslager Wjatlag in der Oblast Kirow. Nach Chruschtschows Geheimrede wurde Hacınski 1956 vom Militärkollegium des Obersten Gerichtshofs der UdSSR rehabilitiert.